# Гори (річка)
Гори — річка в Україні, в Тернопільському районі Тернопільської області, права притока річки Золота Липа (басейн Дністра).

## Опис
Довжина річки приблизно 8 км. Висота витоку над рівнем моря — 407 м, висота гирла — 300 м, падіння річки — 107 м, похил річки — 13,38 м/км. Формується з 1 притоки, багатьох безіменних струмків та 1 водойми.

## Розташування
Бере початок на північно-західній околиці села Вербів і тече переважно на південний схід. На західній околиці села Гиновичі впадає в річку Золота Липу, ліву притоку Дністра.

## Притоки
- Вербовець (права).